# Dominic Guard
Dominic Guard (* 18. Juni 1956 in London, England) ist ein britischer Schauspieler und heutiger Psychotherapeut.

## Leben und Karriere
Dominic Guard wurde in eine Schauspielfamilie geboren: Sein Vater Philip Guard (* 1928), seine Mutter Charlotte Mitchell (1926–2012) sowie sein älterer Bruder Christopher Guard (* 1953) waren beziehungsweise sind ebenfalls Schauspieler. Erstmals vor der Kamera stand Guard für eine Fernsehverfilmung des Dickens-Roman Dombey und Sohn von 1969. Bereits seine zweite Filmrolle brachte ihm große Aufmerksamkeit: Neben Julie Christie und Alan Bates spielte er eine zentrale Rolle in Joseph Loseys Filmdrama Der Mittler, das bei den Filmfestspielen von Cannes 1971 die Goldene Palme gewann. Für seine Darbietung in Der Mittler erhielt Guard bei den British Academy Film Awards 1972 die Auszeichnung als Bester Nachwuchsdarsteller. 
Ein zweiter Filmklassiker unter seiner Mitwirkung war der in Australien gedrehte Picknick am Valentinstag (1975) von Peter Weir, in dem Guard einen jungen Mann aus reichem Hause verkörperte, der sich obsessiv auf die Suche nach dem Geheimnis hinter dem Verschwinden mehrerer Frauen macht. Im Jahr 1978 sprach er den Peregrin Took in dem Zeichentrickfilm Der Herr der Ringe nach J. R. R. Tolkien (sein älterer Bruder Christopher sprach die Hauptfigur Frodo) und war außerdem neben Richard Burton in dem Thriller Absolution zu sehen. Anfang der 1980er-Jahre hatte er eine kleine Nebenrolle als Offizier im oscarprämierten Filmepos Gandhi und übernahm in der langlebigen Kultserie Doctor Who eine vier Folgen umfassende Gastrolle als Olvir. Im Verlaufe der 1980er- und 1990er-Jahre ließen die guten Rollenangebote für ihn allerdings zunehmend nach, er war bis zu seiner letzten Rolle in der Serie Agatha Christie’s Poirot im Jahr 2000 fast nur noch als Gastdarsteller im britischen Fernsehen zu sehen. 
Guard wechselte sein Arbeitsfeld und wurde um die Jahrtausendwende Psychotherapeut für Kinder in London. Er setzt bei den Kindern auch speziell Schauspielerei als Heilungsmethode ein. Zudem veröffentlichte er als Autor bisher über zehn Kinderbücher. Aus seiner Ehe mit der Schauspielkollegin Sharon Duce (* 1950) hat Guard zwei Kinder.

## Filmografie (Auswahl)
- 1969: Dombey and Son (Fernsehserie, Folge Blimber’s Academy)
- 1971: Der Mittler (The Go-Between)
- 1973: Bequest to the Nation
- 1975: Picknick am Valentinstag (Picnic at Hanging Rock)
- 1975: Der Graf von Monte Christo (The Count of Monte Christo; Fernsehfilm)
- 1976: How Green Was My Valley (Fernseh-Miniserie, 3 Folgen)
- 1978: Absolution
- 1978: Der Herr der Ringe (The Lord of the Rings; Stimme)
- 1980: Schreie der Verlorenen (The Watcher in the Woods)
- 1982: Alicja im Horrorland (Alicja)
- 1982: Gandhi
- 1982: An Unsuitable Job for a Woman
- 1983: Doctor Who (Fernsehserie, 4 Folgen)
- 1985: Des Lebens bittere Süße (A Woman of Substance; Fernseh-Miniserie, 3 Folgen)
- 1990: Der Doktor und das liebe Vieh (All Creatures Great and Small; Fernsehserie, Folge A Friend for Life)
- 1991: Der Mann, der seinen Schatten verlor (L’homme qui a perdu son ombre)
- 1991–1996: The Bill (Fernsehserie, 3 Folgen)
- 1992–1995: Casualty (Fernsehserie, 2 Folgen)
- 2000: Agatha Christie’s Poirot (Fernsehserie, Folge Lord Edgware Dies)